# STAR (フジファブリックのアルバム)
『STAR』（スター）は、フジファブリックのメジャー6枚目のアルバム。2011年9月21日にソニー・ミュージックアソシエイテッドレコーズから発売された。

## 概要
- 前作『MUSIC』より1年2ヶ月ぶりとなるアルバム。3人体制となってから初のリリースとなる。
- 本作以降の作品から山内総一郎がギターだけでなくメインボーカルも務めるようになった。
- 本作ではメンバー全員が作詞・作曲を手がけている。そのため、山内・金澤が作詞した楽曲が作品に収録されるのはフジファブリック史上初のことである。
- 前作に引き続き、サポートドラマーとして東京事変の刃田綴色が参加している。また、真心ブラザーズの桜井秀俊が作詞のアドバイスに関わっている。
- 初回生産限定盤と通常盤の2形態で発売。初回盤は「STAR」のPVが収録されたDVD付き、スペシャルスリーブ仕様となっている。

## 収録曲

### Disc1 / CD
| 全編曲: フジファブリック（M-11のみ、ホーンアレンジ：北原雅彦）。 |                  |                                    |              |       |
| #                                                                | タイトル         | 作詞                               | 作曲         | 時間  |
| 1.                                                               | 「Intro」        | -                                  | 山内総一郎   | 1:17  |
| 2.                                                               | 「STAR」         | 山内総一郎・加藤慎一               | 山内総一郎   | 5:00  |
| 3.                                                               | 「スワン」       | 金澤ダイスケ・加藤慎一             | 金澤ダイスケ | 4:04  |
| 4.                                                               | 「ECHO」         | 山内総一郎・加藤慎一               | 山内総一郎   | 6:01  |
| 5.                                                               | 「理想型」       | 山内総一郎                         | 山内総一郎   | 4:37  |
| 6.                                                               | 「Splash!!」     | 山内総一郎                         | 山内総一郎   | 3:07  |
| 7.                                                               | 「アイランド」   | 加藤慎一                           | 加藤慎一     | 2:11  |
| 8.                                                               | 「君は炎天下」   | 山内総一郎・加藤慎一・金澤ダイスケ | 山内総一郎   | 3:18  |
| 9.                                                               | 「アンダルシア」 | 加藤慎一                           | 金澤ダイスケ | 3:22  |
| 10.                                                              | 「Drop」         | 山内総一郎                         | 山内総一郎   | 4:40  |
| 11.                                                              | 「パレード」     | 加藤慎一・山内総一郎               | 山内総一郎   | 3:53  |
| 12.                                                              | 「cosmos」       | 金澤ダイスケ                       | 金澤ダイスケ | 4:24  |
| 合計時間:                                                        | 合計時間:        | 合計時間:                          | 合計時間:    | 46:18 |

### Disc 2 / DVD (初回限定盤のみ)
| #         | タイトル        | 作詞                 | 作曲       | 時間 |
| --------- | --------------- | -------------------- | ---------- | ---- |
| 1.        | 「Intro～STAR」 | 山内総一郎・加藤慎一 | 山内総一郎 | 6:32 |
| 合計時間: | 合計時間:       | 合計時間:            | 合計時間:  | 6:32 |

本作のCDで「Intro」として分割されていた1トラック目を前奏として含む「STAR」完全版のPV映像が収録されている。

## 収録曲解説
Intro
インスト曲。「STAR」のイントロ部分となっている。
STAR
本作のタイトルトラックであり、リードトラック。PVが制作された。
元々は「Intro」と合わせて1曲になっていたが、「何度も繰り返し聴きたいときに、毎回毎回イントロを聴かせるのも優しくないので」という理由から、2曲に分けられたという。PVと初回限定版DVDでは「Intro」の付いた音源が使われている。
スワン
金澤ダイスケ単独による初めての作曲楽曲。また金澤が作詞を担当したのもこの楽曲が始めてであった。
ECHO
PVが製作されている。
当初の仮タイトルは「ふつう2」。
くるりと対バンしたフジフレンドパーク2023での同曲を演奏する前の山内のMCでくるりのサポートギタリストとして帯同していたツアーの金沢公演で岸田繁から当時同じくサポートドラマーとして帯同していたBOBOと1曲ずつソロで歌えと言われ、その際山内は作りかけの曲をワンコーラス歌ったのが「ふつう2」、のちの同曲。そして歌い終わった後岸田さんが「すごくいい曲だ」と抱きしめてくれたと語っている。
曲が出来た際、山内が「この曲は自分にしか歌えない」と強く思ったといい、バンドのボーカルとして自分が歌うと決意したキッカケになったという。
理想型
詞曲とも山内総一郎単独による初めての楽曲。以後フジファブリックの多くの楽曲は山内により作詞作曲される。
アイランド
詞曲とも加藤慎一単独による初めての楽曲。
君は炎天下
原曲は志村正彦存命時から存在した。これまでのところ唯一のメンバー3人による共作作詞曲。
パレード
東京スカパラダイスオーケストラの北原雅彦がホーンアレンジを担当。また、スカパラホーンズ（北原雅彦、NARGO、GAMO）が演奏で参加している。スカパラがフジファブリックの楽曲に参加するのは「Surfer King」以来2曲目。
cosmos
詞曲とも金澤ダイスケ単独による初めての楽曲。

## 演奏
- 山内総一郎
  - Vocal (#2-12)
  - Background Vocals (#2.3.5.6.8.9.12)
  - Electric Guitar (#1-6.8-12)
  - 12 Strings Guitar (#3)
  - Acoustic Guitar (#7.8.10.11)
  - Mandolin, Banjo (#8)
- 金澤ダイスケ
  - Virus (#1.7.12)
  - Keyboards (#1.2.4.8.9)
  - Piano (#2.3.4.10.11.12)
  - Synthesizer (#2.5)
  - Marimba (#5)
  - Farfisa VIP345 (#6)
  - Hammond Organ (#7.8.9.11)
  - Mini Moog (#8.9.10.12)
  - Andes (#8)
  - Programming (#9)
  - Background Vocals (#2.3.4.5.8.9.10.11)
- 加藤慎一
  - Bass (#2-6.8-12)
  - Background Vocals (#2.6.11)
- 刃田綴色 (東京事変)
  - Drums (#2-6.8-12)
  - Tambourine (#8)
  - Conga (#11)
- 北原雅彦 (東京スカパラダイスオーケストラ)：Trombone, Horn Arrangement (#11)
- NARGO (東京スカパラダイスオーケストラ)：Trumpet (#11)
- GAMO (東京スカパラダイスオーケストラ)：Tenor Sax (#11)
- 桜井秀俊 (真心ブラザーズ)：Lyric Advice